# Бузінов Валентин Миколайович
Валентин Миколайович Бузінов (нар. 18 вересня 1939, Київ, Україна) — заслужений тренер України, майстер спорту СРСР, президент Спортивного веслувального клубу «КАЯК», громадський діяч, засновник веслувального спорту в м. Фастові (Київська обл.).

## Трудовий стаж
В Фастові працює з 1971 року на посаді старшого тренера — викладача з веслування на байдарках і каное.
Освіта вища: в 1957 році закінчив Київський будівельний технікум.
В 1963 році закінчив Вищу школу тренерів (ВШТ) при Київському державному інституті фізичної культури (КДІФК).
В 1975 році закінчив Київський державний інститут фізичної культури.
В 1988 році закінчив Республіканські курси підвищення кваліфікації.
В 2006 році навчався на міжнародному науково — практичному семінарі тренерів.
У 2007 році закінчив курси — семінар тренерів України Національного Олімпійського комітету (НОК).

## Нагороди та відзнаки
За підготовку спортсменів високого класу Бузінову В. М. першому з тренерів Київської області було присвоєно почесне звання Заслуженого тренера України.
Нагороджений урядовими нагородами:
- Почесною Грамотою президії Верховної Ради України
- медаллю Ветеран Праці
- Почесний Динамівець
- багатьма грамотами та відзнаками спорткомітетів області, України, СРСР, ЦКВЛКСМ, Ради Міністрів СРСР.

## Спортсмени
За 46 років майже 5 тис. Фастівських дітей пройшли підготовку в спортивному веслувальному клубі «КАЯК». Фастівські веслувальники першими досягли вагомих успіхів у спорті високих досягнень. Першою чемпіонкою України, і першим майстром спорту в Київській області стала Людмила Крохмальна, також вона увійшла до складу збірної команди Радянського Союзу в якій Фастівські веслувальники були представлені протягом 25 років.
Найвищих результатів досягли брати Олександр та Сергій Калініченко, які були неодноразовими чемпіонами та призерами України, Радянського Союзу, Європи, Світу.
Вадим Тарадай — бронзовий призер Чемпіонату Світу.
Володимир Бородін — багаторазовий чемпіон України.
Зараз виросла нова зміна, це призери міжнародних змагань, чемпіони та призери України: Наталка та Іван Докієнко, Віталій Бутирін.
Протягом багатьох років готує спортсменів від новачків до найвищого світового рівня, членів збірної команди України, чемпіонів та призерів першостей України, Європи, Світу:
- Олександра Долинківського
- Богдана Тимощука
- Олександра Сапожко
- Н. Долинківську
- Т. Бевз
- Т. Костенко
- О. Строєву та багато ін.

Працював тренером збірної команди України та збірної команди Радянського Союзу.

## Громадська діяльність
Поряд з тренерською роботою багато уваги приділяє громадській роботі, кілька разів обирався депутатом Фастівської міської Ради, очолював постійні комісії Міськвиконкому, був членом міськвиконкому.
Голова Київської обласної федерації з веслування на байдарках і каное.
Голова громадської організації: Фастівський спортивний веслувальний клуб «Каяк».
Засновник веслувального спорту в м. Фастові.
Створена на громадських засадах в 1970 році на р. Унава веслувальна база у 80х — 90-х роках була головною базою підготовки збірної команди України та Радянського Союзу.